# Ontvangstbevestiging
Een ontvangstbevestiging bij postzending of e-mail bevestigt dat je e-mail, brief of pakket is ontvangen. Bij een brief wordt een ontvangstbevestiging ingevuld bij het postkantoor als het een belangrijke of waardevolle zending betreft. In het laatste geval is aantekenen ook een optie.
Bij een e-mail kun je in de mailopties van je e-mailclient aanvinken of je een ontvangstbevestiging wilt meesturen. 
Een aantal koeriersdiensten werkt met mobiele terminals waarop de ontvanger voor ontvangst tekent. Deze  ontvangstbevestigingen zijn vaak via internet op te vragen.